# Cañada Xóchitl Sección Segunda
Cañada Xóchitl Sección Segunda är en ort i Mexiko.   Den ligger i kommunen Tepexi de Rodríguez och delstaten Puebla, i den sydöstra delen av landet, 160 km sydost om huvudstaden Mexico City. Cañada Xóchitl Sección Segunda ligger 1 920 meter över havet och antalet invånare är 161.
Terrängen runt Cañada Xóchitl Sección Segunda är kuperad åt nordost, men åt sydväst är den platt. Runt Cañada Xóchitl Sección Segunda är det ganska glesbefolkat, med 47 invånare per kvadratkilometer. Närmaste större samhälle är Tepexi de Rodríguez, 5,3 km väster om Cañada Xóchitl Sección Segunda. Omgivningarna runt Cañada Xóchitl Sección Segunda är en mosaik av jordbruksmark och naturlig växtlighet.